# 가푸알리프 환초

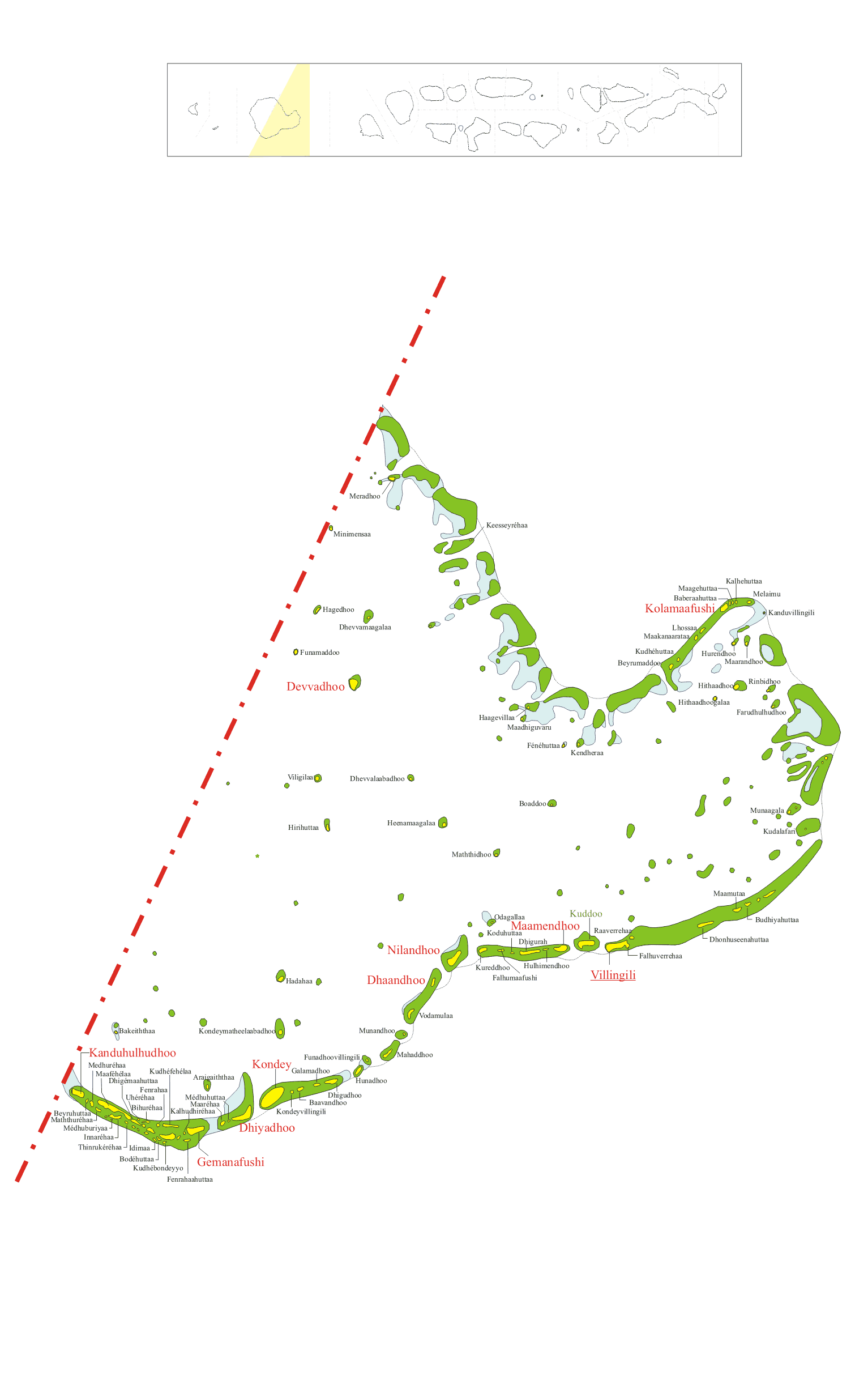
가푸알리프 환초

가푸알리프 환초(디베히어: ހުވަދުއަތޮޅު އުތުރުބުރި, Gaafu Alif) 또는 후바두우투루부리 환초(Huvadhu Atholhu Uthuruburi, 북후바두 환초)는 몰디브 남부에 위치한 환초로 행정 중심지는 빌링길리이며 인구는 12,116명(2006년 기준)이다. 82개 섬으로 구성되어 있다.